# Bembidion carinatum
Bembidion carinatum är en skalbaggsart som beskrevs av Leconte 1852. Bembidion carinatum ingår i släktet Bembidion och familjen jordlöpare. Inga underarter finns listade i Catalogue of Life.